# Coert Peter Krabbe
Coert Peter Krabbe (Dordrecht, 14 september 1963) is een Nederlands kunsthistoricus en auteur, gespecialiseerd in negentiende-eeuwse architectuur.

## Loopbaan
Na een studie kunstgeschiedenis aan de VU te Amsterdam (1981-1988) promoveerde Krabbe in 1997 op het proefschrift Ambacht Kunst Wetenschap, Bevordering van de bouwkunst in Nederland. Een handelseditie van de dissertatie verscheen in 1998.
Vanaf 2000 is Krabbe werkzaam als architectuurhistoricus bij Bureau Monumenten & Archeologie te Amsterdam.
In 2012 won Krabbe met zijn boek over Anthony Willem van Dam (Droomreis op papier, de Prix de Rome en de Nederlandse architectuur (1808-1851)) de Karel van Manderprijs uitgereikt door de Vereniging van Nederlandse Kunsthistorici.

## Publicaties (selectie)
- Koldeweij, E., Krabbe, C.P. en Laan, B. (2012) Wonen in een monumentaal huis. Amsterdam: SUN/Stichting Historische Interieurs in Amsterdam. ISBN 9789461057242
- Krabbe, C.P. (2009) Droomreis op papier, de Prix de Rome en de Nederlandse architectuur (1808-1851). Leiden: Primavera Pers. ISBN 9789059970731
- Krabbe, C.P. (2020) Huizen van fortuin, Wooncultuur aan de Amsterdamse grachten 1860-1920. Amsterdam: Stokerkade. ISBN 9789079156498
- Krabbe, C.P. (1998) Ambacht Kunst Wetenschap, Bevordering van de bouwkunst in Nederland. ISBN 9789040091995
- Krabbe, C.P. en Smit, H. (2011) Het huis van de burgemeester, Herengracht 502 in Amsterdam. Bussum: Uitgeverij THOTH. ISBN 9789068685466

- Bibliothèque nationale de France: cb14439918r (data)
- Gemeinsame Normdatei: 137611951
- International Standard Name Identifier: 0000 0000 7842 3506
- Library of Congress Control Number: nr96001942
- Nederlandse Thesaurus van Auteursnamen: 112060757
- Système universitaire de documentation: 162085842
- Virtual International Authority File: 81781312
- WorldCat: E39PBJmxXMBK37c9GhcpHGgh73